# Hypolimnas triumphans
Hypolimnas triumphans är en fjärilsart som beskrevs av Hans Fruhstorfer 1912. Hypolimnas triumphans ingår i släktet Hypolimnas och familjen praktfjärilar. Inga underarter finns listade i Catalogue of Life.